# Epiblastus neohibernicus
Epiblastus neohibernicus är en orkidéart som beskrevs av Rudolf Schlechter. Epiblastus neohibernicus ingår i släktet Epiblastus och familjen orkidéer. Inga underarter finns listade i Catalogue of Life.